# Гари Гоулд
Гари Гоулд (енгл. Gary Gold; 6. јул 1967) јужноафрички је рагби тренер. Родио се у Кејп Тауну. Радио је у енглеском премијерлигашу Лондон Ајришу, најпре као помоћник, а затим као главни тренер. Од 2005., до 2008. био је тренер у Вестерн Провинсу, који се такмичи у Кари Купу. Провео је 3 године као асистент у стручном штабу репрезентације Јужноафричке Републике. Радио је још и у Њукаслу, Бату и Натал шарксима, а тренутно је главни тренер Шаркса, једне од шест јужноафричких екипа које се такмиче у најјачој лиги на свету.